# Wriewskoje
Wriewskoje (ros. Вревское) – wieś w Rosji, w Kraju Stawropolskim, w rejonie koczubiejewskim. W 2010 liczyła 1027 mieszkańców.